# Station Agent
Station Agent ist ein Spielfilm von Tom McCarthy aus dem Jahr 2003.

## Handlung
Der kleinwüchsige New Yorker Fin arbeitet im Modelleisenbahngeschäft seines einzigen Freundes Henry. Als dieser stirbt und ihm ein Grundstück im ländlichen New Jersey hinterlässt, zieht Fin in die Provinz, um sich dort seiner Leidenschaft für Züge zu widmen und endlich Ruhe vor der aufdringlichen Umwelt zu finden, die ausschließlich auf seinen Kleinwuchs fixiert ist. Das einzige Haus auf dem Grundstück ist eine alte Bahnstation, in der sich Fin einrichtet, doch ist es mit der Ruhe bald vorbei: Joe – der vorübergehend den Imbisswagen seines Vaters betreibt – platzt vor Neugier für den Zugezogenen, und die schuldbewusste Olivia sucht nach Wegen für eine Entschuldigung, nachdem sie Fin zweimal beinahe überfahren hat. Obwohl Fin an neuen Freundschaften kein Interesse zeigt, beginnen die drei, ihre Einsamkeit zu teilen. Außerdem beginnt die Bibliotheksangestellte Emily mit Fin zu flirten, und das von Zügen begeisterte Mädchen Cleo möchte ihn zu einem Vortrag in ihrer Schule überreden. Die ungetrübte Idylle im Bahndepot wird durch den Einbruch der Realität zerstört. Doch erst als die Freundschaft von Fin, Joe und Olivia auf die Probe gestellt wird, erweist sich deren wahrer Wert.

## Soundtracks
| Nr. | Titel              | Interpret                       |
| --- | ------------------ | ------------------------------- |
| 1.  | Aura Lee           | Sourcerer                       |
| 2.  | Subclassic         | Danielle Howle and The Tantrums |
| 3.  | Dream World        | Ed Burleson                     |
| 4.  | Readying           | Six Going On Seven              |
| 5.  | I Ruined Your Life | Alice Stuart                    |
| 6.  | Silver Electric    | Fetish                          |
| 7.  | Beautiful End      | Klear                           |

## Trivia
- Nachdem Station Agent auf verschiedenen Filmfestivals präsentiert wurde, bezahlte Miramax 1,5 Millionen US-Dollar für die Vertriebsrechte.
- Der Serien-Darsteller Tom McCarthy schrieb das Drehbuch seinem Freund Peter Dinklage, seinem Kollegen Bobby Cannavale und seiner Lieblingsschauspielerin Patricia Clarkson auf den Leib.
- Peter Dinklage ist von Kindesbeinen an Vegetarier. Das Trockenfleisch, das er im Film isst, bestand aus Tofu.
- Im August 2002 wurde Station Agent in nur 20 Tagen in New Jersey gedreht.
- Die verlassene Bahnstation steht nach wie vor in Newfoundland, New Jersey. Es ist ein beliebter Ort für Eisenbahnliebhaber, um Bilder von den Zügen der New York, Susquehanna and Western Railway aufzunehmen – so wie es Joe und Fin im Film getan haben.
- Der Film kostete 500.000 US-Dollar und spielte weltweit ca. 8,7 Millionen US-Dollar ein.[2]

## Kritiken
Der Film erhielt positive bis hervorragende Kritiken und erreichte bei Rotten Tomatoes eine Bewertung von 94 %, basierend auf 161 Kritiken. Bei Metacritic konnte ein Metascore von 81, basierend auf 36 Kritiken, erzielt werden.
- Filmdienst 11/2004: „Der von lakonischem Humor und stilsicherer Gestaltung getragene Film verdichtet sich mit märchenhaften Elementen zu einem Plädoyer für Toleranz und gegenseitigen Respekt.“[5]
- epd Film 06/2004: „Schon lange nicht mehr hat man einen neuen Film gesehen, der seine Geschichte so sehr in Totalen erzählt, gleichzeitig die Emotionen der Figuren beschützend und dem Zuschauer die Freiheit gebend, sich in den Bildern umzuschauen.“[6]

## Auszeichnungen
Station Agent gewann den BAFTA Award in der Kategorie Bestes Drehbuch. Mehrere Kritikerpreise gewann Patricia Clarkson für ihre Rolle der depressiven Olivia, und die wichtigen Independent Spirit Awards wurden in den Kategorien Bester Film, Bestes Drehbuchdebüt und Beste Produktion überreicht.